# Hells Bells
«Hells Bells» (с англ. — «Колокола ада») — песня австралийской хард-рок-группы AC/DC. Первый трек альбома Back in Black, выпущенного в 1980 году. Также вошла в альбом Who Made Who, являющийся саундтреком к фильму Стивена Кинга «Максимальное ускорение».

## О песне
Песня начинается со звуков ударов колокола, повторяющихся, в общей сложности 13 раз. После
четвёртого удара (на 20-й секунде) вступает соло-гитарист Ангус Янг и его брат, Малькольм Янг, на ритм-гитаре. Позднее вступают ударник Фил Радд и басист Клифф Уильямс. Слова, исполняемые Брайаном Джонсоном, повествуют, о том, что рассказчик атакует и заберёт свою жертву в ад, что будет сопровождаться такими естественными явлениями как дождь, гроза, ураган.
Эта песня, как и некоторые другие из альбома Back in Black, посвящена вокалисту группы Бону Скотту, погибшему в 1980 году.

## Кавер-версии
- Американская дет-метал-группа Six Feet Under записала кавер-версию песни, вошедшую в альбом Graveyard Classics II, который является кавером альбома Back in Black[5].
- Группа Hayseed Dixie исполнила кавер песни в стиле кантри[6].

## Позиции в чартах
| Чарт (1981)          | Позиция |
| -------------------- | ------- |
| German Singles Chart | 25      |
| U.S. Mainstream Rock | 50      |

## Состав
- Брайан Джонсон — вокал
- Ангус Янг — соло-гитара
- Малькольм Янг — ритм-гитара, бэк-вокал
- Клифф Уильямс — бас-гитара, бэк-вокал
- Фил Радд — ударные